# Liga I 2020-2021 (fotbal feminin)
Liga I 2020–2021 a fost al 31-lea sezon al Ligii I, prima divizie a fotbalului feminin din România. Competiția a fost câștigată de „U” Olimpia Cluj.

## Echipe participante
| Echipă                       | Oraș              |
| ---------------------------- | ----------------- |
| Banat Girls                  | Reșița            |
| AS CS Carmen București 1937  | București         |
| AFC Fair Play Joc Cinstit    | București         |
| Fortuna Becicherecu Mic      | Becicherecu Mic   |
| ACS Heniu Prundu Bârgăului   | Prundu Bârgăului  |
| ACS Fotbal Feminin Baia Mare | Baia Mare         |
| U Olimpia Cluj               | Cluj-Napoca       |
| ACS Piroș Security Protect   | Arad              |
| CS Universitatea Alexandria  | Alexandria        |
| Universitatea Galați         | Galați            |
| ACS Selena ȘN Constanța      | Constanța         |
| ACS Vasas Femina FC          | Odorheiu Secuiesc |

## Sezonul regular
| Acasă \ Deplasare        | OLI | UGL | FOR | VAS | PIR | HEN | BMA  | UAL | FPB  | SEL  | CAR | BGR |
| ------------------------ | --- | --- | --- | --- | --- | --- | ---- | --- | ---- | ---- | --- | --- |
| U Olimpia Cluj           | —   | —   | —   | 3–1 | 1–0 | 1–0 | 11–0 | 8–1 | —    | —    | 9–2 | —   |
| Universitatea Galați     | 0–7 | —   | —   | 2–2 | —   | —   | 2–0  | 3–2 | 2–0  | —    | —   | —   |
| Fortuna Becicherecu Mic  | 0–4 | 5–3 | —   | 2–1 | —   | —   | 6–0  | —   | 11–0 | —    | —   | —   |
| Vasas Femina             | —   | —   | —   | —   | 1–1 | 3–0 | —    | 4–1 | —    | 4–0  | 2–0 | 3–0 |
| Piroș Security Arad      | —   | 2–2 | 2–0 | —   | —   | —   | —    | —   | —    | 10–0 | 1–0 | 4–0 |
| Heniu Prundu Bârgăului   | —   | 2–2 | 2–2 | —   | 5–1 | —   | —    | 4–0 | 15–0 | —    | —   | —   |
| Fotbal Feminin Baia Mare | —   | —   | —   | 1–4 | 2–3 | 2–0 | —    | 2–2 | —    | 2–0  | 6–0 | —   |
| Universitatea Alexandria | —   | —   | 0–3 | —   | 2–3 | —   | —    | —   | —    | 2–1  | 1–2 | 7–3 |
| Fair Play București      | 2–5 | —   | —   | 1–6 | 0–9 | —   | 0–3  | 2–6 | —    | —    | —   | —   |
| Selena ȘN Constanța      | 0–3 | 0–1 | 1–7 | —   | —   | 1–5 | —    | —   | 0–1  | —    | —   | 0–1 |
| Carmen București         | —   | 3–0 | 0–3 | —   | —   | 0–6 | —    | —   | 3–1  | 4–0  | —   | 4–0 |
| Banat Girls              | 0–4 | 1–2 | 0–5 | —   | —   | 1–4 | 3–1  | —   | 2–3  | —    | —   | —   |

| Loc | Echipa                   | MJ | V  | E | Î  | GM | GP | DG  | Pct | Calificare             |
| --- | ------------------------ | -- | -- | - | -- | -- | -- | --- | --- | ---------------------- |
| 1   | U Olimpia Cluj           | 11 | 11 | 0 | 0  | 56 | 6  | +50 | 33  | Calificare în play-off |
| 2   | Fortuna Becicherecu Mic  | 11 | 8  | 1 | 2  | 44 | 13 | +31 | 25  | Calificare în play-off |
| 3   | Piroș Security Arad      | 11 | 7  | 2 | 2  | 36 | 13 | +23 | 23  | Calificare în play-off |
| 4   | Vasas Femina             | 11 | 7  | 2 | 2  | 31 | 11 | +20 | 23  | Calificare în play-off |
| 5   | Heniu Prundu Bârgăului   | 11 | 6  | 2 | 3  | 43 | 13 | +30 | 20  | Calificare în play-off |
| 6   | Universitatea Galați     | 11 | 5  | 3 | 3  | 19 | 24 | −5  | 18  | Calificare în play-off |
| 7   | Carmen București         | 11 | 5  | 0 | 6  | 18 | 29 | −11 | 15  | Calificare în play-out |
| 8   | Fotbal Feminin Baia Mare | 11 | 4  | 1 | 6  | 19 | 31 | −12 | 13  | Calificare în play-out |
| 9   | Universitatea Alexandria | 11 | 3  | 1 | 7  | 24 | 35 | −11 | 10  | Calificare în play-out |
| 10  | Banat Girls              | 11 | 2  | 0 | 9  | 11 | 37 | −26 | 6   | Calificare în play-out |
| 11  | Fair Play București      | 11 | 2  | 0 | 9  | 10 | 62 | −52 | 6   | Calificare în play-out |
| 12  | Selena ȘN Constanța      | 11 | 0  | 0 | 11 | 3  | 40 | −37 | 0   | Calificare în play-out |

## Play-off
| Acasă \ Deplasare       | OLI | FOR | PIR | VAS | HEN  | UGL |
| ----------------------- | --- | --- | --- | --- | ---- | --- |
| U Olimpia Cluj          | —   | 3–1 | 3–1 | 2–1 | 10–1 | 3–0 |
| Fortuna Becicherecu Mic | 1–2 | —   | 1–3 | 2–0 | 3–7  | 6–1 |
| Piroș Security Arad     | 0–4 | 3–2 | —   | 4–2 | 1–1  | 2–1 |
| Vasas Femina            | 0–3 | 0–0 | 4–0 | —   | 0–2  | 0–3 |
| Heniu Prundu Bârgăului  | 1–6 | 1–0 | 3–1 | 1–0 | —    | 5–0 |
| Universitatea Galați    | 0–0 | 0–1 | 0–1 | 1–3 | 0–3  | —   |

| Loc | Echipa                  | MJ | V | E | Î | GM | GP | DG  | Pct | Calificare                 |
| --- | ----------------------- | -- | - | - | - | -- | -- | --- | --- | -------------------------- |
| 1   | U Olimpia Cluj (C)      | 10 | 9 | 1 | 0 | 36 | 6  | +30 | 61  | Liga Campionilor 2021-2022 |
| 2   | Heniu Prundu Bârgăului  | 10 | 7 | 1 | 2 | 25 | 21 | +4  | 42  |                            |
| 3   | Piroș Security Arad     | 10 | 5 | 1 | 4 | 16 | 21 | −5  | 39  |                            |
| 4   | Fortuna Becicherecu Mic | 10 | 3 | 1 | 6 | 17 | 20 | −3  | 35  |                            |
| 5   | Vasas Femina            | 10 | 2 | 1 | 7 | 10 | 18 | −8  | 30  |                            |
| 6   | Universitatea Galați    | 10 | 1 | 1 | 8 | 6  | 24 | −18 | 22  |                            |

## Play-out
| Acasă \ Deplasare        | CAR | BMA | UAL  | BGR | FPB | SEL |
| ------------------------ | --- | --- | ---- | --- | --- | --- |
| Carmen București         | —   | 1–2 | 0–14 | 2–5 | 0–3 | 3–3 |
| Fotbal Feminin Baia Mare | 3–0 | —   | 1–1  | 1–0 | 0–2 | 4–1 |
| Universitatea Alexandria | 5–1 | 1–0 | —    | 2–1 | 3–3 | 8–0 |
| Banat Girls              | 2–0 | 6–2 | 3–4  | —   | 5–3 | 4–1 |
| Fair Play București      | 8–1 | 1–0 | 6–4  | 0–1 | —   | 4–1 |
| Selena ȘN Constanța      | 2–1 | 1–0 | 1–5  | 1–1 | 2–4 | —   |

| Loc | Echipa                   | MJ | V | E | Î | GM | GP | DG  | Pct | Retrogradare                |
| --- | ------------------------ | -- | - | - | - | -- | -- | --- | --- | --------------------------- |
| 7   | Universitatea Alexandria | 10 | 7 | 2 | 1 | 47 | 16 | +31 | 33  |                             |
| 8   | Fair Play București      | 10 | 7 | 1 | 2 | 34 | 17 | +17 | 28  |                             |
| 9   | Fotbal Feminin Baia Mare | 10 | 4 | 1 | 5 | 13 | 14 | −1  | 26  |                             |
| 10  | Banat Girls              | 10 | 6 | 1 | 3 | 28 | 16 | +12 | 25  |                             |
| 11  | Carmen București (R)     | 10 | 0 | 1 | 9 | 9  | 47 | −38 | 16  | Retrogradare în Liga a II-a |
| 12  | Selena ȘN Constanța (R)  | 10 | 2 | 2 | 6 | 13 | 34 | −21 | 8   | Retrogradare în Liga a II-a |